# OCFS2
OCFS2 (ang. Oracle Cluster File System, wersja 2) – system plików stworzony przez Oracle Corporation i wydany na licencji GNU General Public License.
Jest to klastrowy system plików – każdy węzeł ma bezpośredni dostęp do wszystkich urządzeń blokowych (takich jak dyski twarde), najczęściej poprzez szybką sieć lokalną SAN, co zapewnia bardzo wysoką wydajność, bez potrzeby używania pośrednich serwerów. Wersja OCFS2 wspiera semantykę POSIX, listy dostępu ACL, rozszerzone atrybuty oraz quota.
OCFS w wersji 2 (OCFS2) został włączony do jądra linuksa w wersji 2.6.16. Początkowo został oznaczony jako „eksperymentalny”. Ostrzeżenie to usunięto od wersji 2.6.19.
OCFS2 używa rozproszonego zarządzania blokadami (ang. distributed lock manager), przypominający mechanizm zaimplementowany w OpenVMS, jednak znacznie od niego prostszy.